# Epidendrum trilobochilum
Epidendrum trilobochilum är en orkidéart som beskrevs av Eric Hágsater och Dodson. Epidendrum trilobochilum ingår i släktet Epidendrum och familjen orkidéer. Inga underarter finns listade i Catalogue of Life.